# Flia
Flia (in greco antico: Φλύα o Φλυά?, Phlýa o Phlyá) era un demo dell'Attica situato nella mesogea, particolarmente esteso.

## Collocazione
L'identificazione della posizione di questo demo è incerta: l'unica fonte è la lista fornita da Pausania il Periegeta, che va a collocare questo demo nella mesogea. Possiamo affermare che fosse situato in corrispondenza del moderno centro di Chalandri, a nordest di Atene, poiché confinava col demo di Atmono.

## Descrizione
Questo demo nell'antichità era sovente citato nelle iscrizioni poiché doveva essere sede di molti templi e dei connessi culti, dedicati ad Apollo, ad Artemide, a Zeus, alle Ninfe e a Dionisia. Dopo la sua distruzione da parte dei Persiani, Temistocle riedificò l'antico tempio di Demetra qui sito, le cui responsabili erano le Licomidi.